# Ibrahim Ghanem
Ibrahim Mahmoud Hamed Hassan Ghanem (in arabo إبراهيم غنيم‎?; 17 aprile 1995) è un lottatore egiziano naturalizzato francese, specializzato nella lotta greco-romana. È stato campionate africano a Marrakech 2017 nel toreno dei 71 kg.

## Biografia
Si è messo in mostra nella nazionale giovanile egiziana vincendo la medaglia di bronzo ai Mondiali junior di |Zagabria 2014.
Ha fatto parte della spedizione dell'Egitto ai Giochi mondiali militari di Mungyeong, dove ha vinto la medaglia di bronzo nel torneo dei 75 kg.
Si è laureato campione continentale ai campionati africani di Marrakech 2017 vincendo la categoria dei 71 kg, superando in finale l'algerino Akrem Boudjemline.
Dal 2020 compete per la nazionale francese, con cui ha esordito agli europei di Roma 2020, dove è stato eliminato ai quarti di finale del torneo dei 72 kg dal russo Adam Kurak. Alla Coppa del mondo individuale di Belgrado 2020, competizione che ha rimpiazzato il campionato mondiale, annullato a causa insorgere dell'emergenza sanitaria conseguente alla pandemia di COVID-19, è stato eliminato ai quarti dal turco Cengiz Arslan.
Agli europei di Varsavia 2021 è stato estromesso dalla categoria del 72 kg ai sedicesimi dall'ungherese Róbert Fritsch, poi vincitore del bronzo. Lo stesso anno ha esordito ai campionati mondiali disputati a Oslo dove ha superato il primo turno contro il serbo Aleksa Erski ed è stato eliminato agli ottavi dal polacco Gevorg Sahakyan.
Agli europei di Budapest 2022 è stato estromesso dal tabellone principale del torneo dei 77 kg (sua nuova categoria di peso a partire da questa manifestazione) agli ottavi, per mano del turco Yunus Emre Başar; ai ripescaggi è stato sconfitto dal serbo Antonio Kamenjašević.

## Palmarès
| Anno                            | Manifestazione           | Sede      | Evento | Risultato | Note |
| ------------------------------- | ------------------------ | --------- | ------ | --------- | ---- |
| In rappresentanza dell' Egitto  |                          |           |        |           |      |
| 2014                            | Mondiali junior          | Zagabria  | 66 kg  | Bronzo    |      |
| 2015                            | Giochi mondiali militari | Mungyeong | 75 kg  | Bronzo    |      |
| 2017                            | Campionati africani      | Marrakech | 71 kg  | Oro       |      |
| 2017                            | Mondiali                 | Parigi    | 71 kg  | 10º       |      |
| 2017                            | Mondiali U23             | Bydgoszcz | kg     | 13º       |      |
| In rappresentanza della Francia |                          |           |        |           |      |
| 2020                            | Europei                  | Roma      | kg     | 9º        |      |
| 2021                            | Europei                  | Varsavia  | 72 kg  | 11º       |      |
| 2021                            | Mondiali                 | Oslo      | 72 kg  | 11º       |      |
| 2022                            | Europei                  | Budapest  | 77 kg  | 15º       |      |

## Altre competizioni internazionali
2020
- 9º nei 72 kg nella Coppa del mondo individuale ( Belgrado)